# Univerza Johnsa Hopkinsa
Univerza Johnsa Hopkinsa (angleško Johns Hopkins University) je zasebna raziskovalna univerza s sedežem v mestu Baltimore, Maryland, Združene države Amerike. Poleg sedeža v Baltimoreu ima več kampusov drugje v Marylandu in po enega v Washingtonu, D.C., Bologni (Italija), Nankingu (Kitajska) ter Singapurju.
Ustanovljena je bila leta 1874 s pomočjo donacije umrlega kvekerskega poslovneža Johnsa Hopkinsa, ki je zapustil vse svoje premoženje v ta namen; po njem je univerza dobila tudi ime (pogosto napačno črkovano kot John Hopkins). Uradno je bila odprta 3. oktobra 1876.
Danes se Univerza Johnsa Hopkinsa redno uvršča blizu vrha lestvic univerz po raziskovalnih in akademskih dosežkih. Z njo je povezanih 36 prejemnikov Nobelovih nagrad, od tega jih je pet prejelo nagrado v času, ko so delovali na univerzi kot predavatelji ali raziskovalci. Med njimi so ameriški predsednik Woodrow Wilson (doktorand), kemik Harold Clayton Urey (izredni profesor) in fizičarka Maria Goeppert-Mayer (asistentka, kasneje izredna profesorica).